# Stazione di Este
Stazione di Este vasútállomás Olaszországban, Veneto régióban, Este településen.

## Vasútvonalak
Az állomást az alábbi vasútvonalak érintik:
- Mantova-Monselice-vasútvonal

## Kapcsolódó állomások
A vasútállomáshoz az alábbi állomások vannak a legközelebb: 
- Stazione di Ospedaletto Euganeo
- Stazione di Monselice